# Liste von invasiven und potentiell invasiven Arten Nordrhein-Westfalen
Die Liste von invasiven und potentiell invasiven Arten Nordrhein-Westfalen nennt Pflanzen- und Tierarten, auf die das Land Nordrhein-Westfalen besondere Aufmerksamkeit richtet. Aus der Rio-Konvention und § 40 BNatG ergibt sich das Erfordernis zur Beobachtung und zur Prävention der Ausbreitung potentiell invasiver Arten sowie zur Bekämpfung bereits verbreiteter invasiver Arten.

## Artenliste

### Pflanzen
| Wissenschaftlicher Name      | Art                                | Bemerkungen | Foto |
| ---------------------------- | ---------------------------------- | ----------- | ---- |
| Ailanthus altissima          | Chinesischer Götterbaum            |             |      |
| Alternanthera philoxeroides  | Alligatorkraut                     |             |      |
| Ambrosia artemisiifolia      | Beifuß-Ambrosie                    |             |      |
| Asclepias syriaca            | Gewöhnliche Seidenpflanze          |             |      |
| Azolla filiculoides          | Großer Algenfarn                   |             |      |
| Baccharis halimifolia        | Kreuzstrauch                       |             |      |
| Bunias orientalis            | Orientalisches Zackenschötchen     |             |      |
| Cabomba caroliniana          | Karolina-Haarnixe                  |             |      |
| Crassula helmsii             | Helms Dickblatt                    |             |      |
| Eichhornia crassipes         | Dickstielige Wasserhyazinthe       |             |      |
| Elodea nuttallii             | Schmalblättrige Wasserpest         |             |      |
| Fallopia japonica            | Japanischer Staudenknöterich       |             |      |
| Fallopia sachalinensis       | Sachalin-Staudenknöterich          |             |      |
| Fallopia × bohemica          | Bastard-Staudenknöterich           |             |      |
| Gunnera tinctoria            | Chilenischer Riesenrhabarber       |             |      |
| Heracleum mantegazzianum     | Herkulesstaude                     |             |      |
| Heracleum persicum           | Persischer Bärenklau               |             |      |
| Heracleum sosnowskyi         | Sosnowskyi Bärenklau               |             |      |
| Hydrocotyle ranunculoides    | Großer Wassernabel                 |             |      |
| Impatiens glandulifera       | Drüsiges Springkraut               |             |      |
| Lagarosiphon major           | Wechselständige Wasserpest         |             |      |
| Ludwigia grandiflora         | Großblütiges Heusenkraut           |             |      |
| Ludwigia peploides           | Flutendes Heusenkraut              |             |      |
| Lysichiton americanus        | Gelbe Scheinkalla                  |             |      |
| Microstegium vimineum        | Japanisches Stelzengras            |             |      |
| Myriophyllum aquaticum       | Brasilianisches Tausendblatt       |             |      |
| Myriophyllum heterophyllum   | Verschiedenblättriges Tausendblatt |             |      |
| Parthenium hysterophorus     | Karottenkraut                      |             |      |
| Pennisetum setaceum          | Afrikanisches Lampenputzergras     |             |      |
| Persicaria perfoliata        | Durchwachsener Knöterich           |             |      |
| Pistia stratiotes            | Muschelblume                       |             |      |
| Prunus serotina              | Späte Traubenkirsche               |             |      |
| Pseudotsuga menziesii        | Douglasie                          |             |      |
| Pueraria montana var. lobata | Kudzu                              |             |      |
| Robinia pseudoacacia         | Robinie                            |             |      |

### Tiere
| Wissenschaftlicher Name                               | Art                                | Bemerkungen                                                           | Abbildung |
| ----------------------------------------------------- | ---------------------------------- | --------------------------------------------------------------------- | --------- |
| Alopochen aegyptiaca                                  | Nilgans                            |                                                                       |           |
| Anser caerulescens                                    | Schneegans                         |                                                                       |           |
| Arion vulgaris                                        | Spanische Wegschnecke              |                                                                       |           |
| Branta canadensis                                     | Kanadagans                         | Es handelt sich um Mischformen verschiedener Unterarten.              |           |
| Callosciurus erythraeus                               | Pallas-Schönhörnchen               | Natürliches Vorkommen unter anderem Südchina.                         |           |
| Chelicorophium curvispinum                            | Süßwasser-Röhrenkebs               |                                                                       |           |
| Corbicula fluminalis/fluminea                         | Fein-/Grobgerippte Körbchenmuschel |                                                                       |           |
| Corvus splendens                                      | Glanzkrähe                         |                                                                       |           |
| Dikerogammarus villosus                               | Großer Höckerflohkrebs             |                                                                       |           |
| Dreissena polymorpha                                  | Zebramuschel                       |                                                                       |           |
| Eriocheir sinensis                                    | Chinesische Wollhandkrabbe         |                                                                       |           |
| Faxonius immunis                                      | Kalikokrebs                        |                                                                       |           |
| Harmonia axyridis                                     | Asiatischer Marienkäfer            |                                                                       |           |
| Herpestes javanicus                                   | Kleiner Mungo                      |                                                                       |           |
| Leiobunum sp. A                                       | „Riesen-Weberknecht“               |                                                                       |           |
| Lepomis gibbosus                                      | Gemeiner Sonnenbarsch              |                                                                       |           |
| Lithobates catesbeiana                                | Nordamerikanischer Ochsenfrosch    |                                                                       |           |
| Muntiacus reevesi                                     | Chinesischer Muntjak               |                                                                       |           |
| Myocastor coypus                                      | Nutria                             |                                                                       |           |
| Nasua nasua                                           | Roter Nasenbär                     |                                                                       |           |
| Neogobius fluviatilis                                 | Fluss-Grundel                      |                                                                       |           |
| Neogobius melanostomus                                | Schwarzmaul-Grundel                |                                                                       |           |
| Nyctereutes procyonoides                              | Marderhund                         |                                                                       |           |
| Ondatra zibethicus                                    | Bisam                              |                                                                       |           |
| Orconectes limosus                                    | Kamberkrebs                        |                                                                       |           |
| Orconectes virilis                                    | Viril-Flusskrebs                   |                                                                       |           |
| Oxyura jamaicensis                                    | Schwarzkopf-Ruderente              |                                                                       |           |
| Pacifastacus leniusculus                              | Signalkrebs                        |                                                                       |           |
| Perccottus glenii                                     | Amurgrundel                        |                                                                       |           |
| Ponticola kessleri                                    | Kessler-Grundel                    |                                                                       |           |
| Procambarus clarkii                                   | Roter Amerikanischer Sumpfkrebs    |                                                                       |           |
| Procambarus fallax f. virginalis                      | Marmorkrebs                        |                                                                       |           |
| Procyon lotor                                         | Waschbär                           |                                                                       |           |
| Proterorhinus marmoratus                              | Marmorierte Grundel                |                                                                       |           |
| Pseudorasbora parva                                   | Blaubandbärbling                   |                                                                       |           |
| Psittacula eupatria                                   | Großer Alexandersittich            |                                                                       |           |
| Psittacula krameri                                    | Halsbandsittich                    |                                                                       |           |
| Sciurus carolinensis                                  | Grauhörnchen                       |                                                                       |           |
| Sciurus niger                                         | Fuchshörnchen                      |                                                                       |           |
| Tadorna ferruginea                                    | Rostgans                           |                                                                       |           |
| Tamias sibiricus                                      | Sibirisches Streifenhörnchen       |                                                                       |           |
| Threskiornis aethiopicus                              | Heiliger Ibis                      |                                                                       |           |
| Trachemys scripta scripta & Trachemys scripta elegans | Schmuckschildkröte                 |                                                                       |           |
| Vespa velutina nigrithorax                            | Asiatische Hornisse                | Vespa velutina nigrithorax ist die in Europa eingeschleppte Unterart. |           |
| Zoropsis spinimana                                    | Kräusel-Jagdspinne                 |                                                                       |           |